# Mahurunga
Mahurunga ist ein Verwaltungsbezirk (Ward) des Distrikts Mtwara in der tansanischen Region Mtwara.

## Geografie
Mahurunga liegt im Südosten von Tansania an der Grenze zu Mosambik. Die Grenze bildet der Fluss Rovuma. Die Fläche des Bezirks beträgt 138,5 Quadratkilometer. Bei der Volkszählung 2022 lebten hier 8950 Menschen in 2579 Haushalten.

## Gliederung
Der Bezirk besteht aus fünf Gemeinden (Mtaa) mit 19 Orten (Kitongoji):
| Kihimika - Kihimika A - Kihimika B - Mkohe | Kitunguli - Stendi - Nyungu - Likuvi - Shuleni - Kiyongo | Mahurunga - Ukombozi - Gulioni - Sokoni | Kivava - Kagera - Sokoni - Kivukoni - Dinanje - Lilumbi | Kilombero - Kilombero - Majalenga - Lizika |

## Infrastruktur
- Bildung: Die öffentliche weiterführende Schule in Mahurunga bildet Jugendliche bis zur 4. Stufe aus.[5]
- Gesundheit: Das staatliches Gesundheitszentrum in Mahurunga behandelt Patienten ambulant und stationär.[6] Im Ort Kilombero befindet sich eine Apotheke.[7]